# Andrzej Krzesiński
Andrzej Krzesiński (Białobrzegi, Polonia; 1 de octubre de 1927 – 4 de noviembre de 2024) fue un atleta polaco especialista en salto con pértiga.

## Carrera
A nivel local fue campeón nacional en Gdansk en 1959, además de incluir seis subcampeonatos nacionales; y también fue campeón nacional bajo techo en Poznan en 1951.
Participó en los Juegos Olímpicos de Roma 1960 donde logró avanzar a la ronda final, en la cual terminó en la posición 12 al saltar 4.30 metros, quedando a 25 metros de las medallas.

## Vida personal
Se casó con la también atleta Elżbieta Duńska, que fue dos veces atleta olímpica y coincidieron en Roma 1960. Estuvieron casados hasta que ella murió en 2015.